# Rhombophyllum
Genre
Classification phylogénétique
Rhombophyllum (Schwantes) Schwantes est un genre de plante de la famille des Aizoaceae.
Rhombophyllum (Schwantes) Schwantes, in Z. Sukkulentenk. 3: 16, 23 (1927)
Type : Rhombophyllum rhomboideum (Salm-Dyck) Schwantes (Mesembryanthemum rhomboideum Salm-Dyck)

## Liste des espèces
- Rhombophyllum albanense (L.Bolus) H.E.K.Hartmann
- Rhombophyllum dolabriforme Schwantes
- Rhombophyllum dyeri (L.Bolus) H.E.K.Hartmann
- Rhombophyllum nelii Schwantes
- Rhombophyllum rhomboideum Schwantes